# 동수원로
동수원로(Dongsuwon-ro)는 대한민국 경기도 수원시 권선구 장다리천교 삼거리에서 가람마을사거리를 잇는 42.3km 도로이다.

## 주요 경유지
- 수원시 권선구 (곡선동 . 권선동) - 팔달구 (매탄동 . 인계동) - 영통구(인계동 . 원천동)

## 노선
| 이름                            | 접속 노선                       | 소재지 | 소재지 | 소재지 | 비고 |
| ------------------------------- | ------------------------------- | ------ | ------ | ------ | ---- |
| 장다리천교 삼거리 (장다리천2교) | 국도 제42호선 (정조로)          | 수원시 | 권선구 | 곡선동 |      |
| 대황교지하차도                  |                                 | 수원시 | 권선구 | 곡선동 |      |
| 신촌삼거리                      | 곡반정로65번길                  | 수원시 | 권선구 | 곡선동 |      |
| 하고렴사거리                    | 곡선로                          | 수원시 | 권선구 | 곡선동 |      |
| 상고렴사거리                    | 동수원로145번길 동수원로146번길 | 수원시 | 권선구 | 곡선동 |      |
| 권곡사거리                      | 덕영대로                        | 수원시 | 권선구 | 권선동 |      |
| 온수골사거리                    | 동수원로223번길 동수원로224번길 | 수원시 | 권선구 | 권선동 |      |
| 권선고사거리                    | 세권로                          | 수원시 | 권선구 | 권선동 |      |
| 효청초교사거리                  | 동수원로285번길 동수원로286번길 | 수원시 | 영통구 | 매탄동 |      |
| 곡선사거리                      | 권선로                          | 수원시 | 권선구 | 권선동 |      |
| 문화의전당사거리                | 효원로                          | 수원시 | 팔달구 | 인계동 |      |
| 신매탄사거리                    | 수원시도 제36호선 (인계로)      | 수원시 | 영통구 | 매탄동 |      |
| 매탄삼거리                      | 매영로                          | 수원시 | 영통구 | 매탄동 |      |
| 법원사거리 (법원지하차도)       | 국도 제42호선 (중부대로)        | 수원시 | 영통구 | 매탄동 |      |
| 가람마을사거리                  | 월드컵로                        | 수원시 | 영통구 | 원천동 |      |
| 광교중앙로와 직결               |                                 |        |        |        |      |

## 주요 건물및 시설
- 롯데마트 권선점 (동수원로 232/권선동 1296-5)
- GS칼텍스비엠더블유주유소 (동수원로 258/권선동 12-1)
- 경기도 소방재난본부 (동수원로 286/권선동 1237)
- 수원매탄우편취급국 (동수원로 294/매탄동 1181-10)
- GS25수원임광점 (동수원로 316/매탄동 1162)
- BHC수원매탸점 (동수원로 316/매탄동 1162)
- 효원고등학교 (동수원로 336/매탄동 1154)
- 매탄중학교 (동수원로 337/매탄동 1353)
- 아이비클럽 (동수원로 398/매탄동 923-3)
- 삼천리자전거 동수원대리점 (동수원로 398-1/매탄동 923-4)
- 배스킨라빈스(동수원로 398-1/매탄동 923-4)
- 스쿨룩수 동수원점 (동수원로 402/매탄동 923-7)
- KB국민은행매탄동 지점 (동수원로 432/매탄동 810